# АТ-группа
АТ-группа или группа алёшинского типа — группа автоморфизмов бесконечного слойно однородного дерева, порожденная корневыми и продольными автоморфизмами (аналог активного и пассивного порождающего в сплетениях групп).
АТ-группы дают примеры Бёрнсайдовых групп (то есть бесконечных периодических не локально конечных групп).
В отличие от конструкции групп Евгения Соломоновича Голода 1964 года, также дающей примеры Бернсайдовых групп, АТ-группы допускают прямое изучение, поскольку задаются представлением группы (действием на дереве), а не копредставлением (соотношениями).
С использованием конструкции АТ-групп решено более 30 известных проблем в алгебре; в частности, задача Милнора о промежуточном росте.

## История
Первый пример АТ-групп был предложен в 1972 году Алёшиным, в честь которого и названы АТ-группы. 
Термин «АТ-группа» впервые появляется в работе Рожкова
Там же впервые построен пример конечно порожденной периодической АТ-группы, в которую вложена любая конечная группа.